# Haimo George

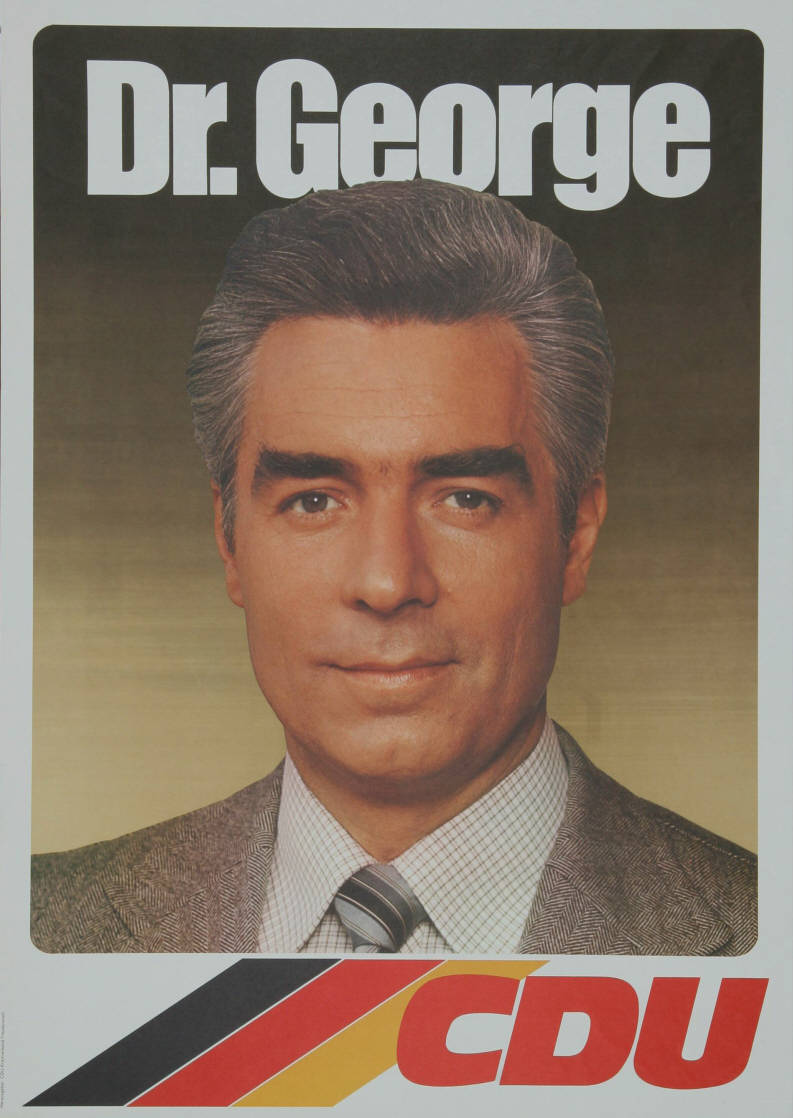
Kandidatenplakat zur Bundestagswahl 1976

Haimo George (* 9. August 1933 in Oldeani, Tansania; † 5. Oktober 1985 in Königswinter) war ein deutscher Jurist und Politiker (CDU).

## Leben und Beruf
Nach dem Schulbesuch absolvierte George ein Studium der Rechtswissenschaft, das er mit der Promotion zum Dr. jur. beendete. Nach seinem Studium arbeitete er zunächst im Personalbereich von Siemens in München. 1976 gewann er ein Bundestagsmandat für die CDU im Wahlkreis Calw.
Am Abend des 5. Oktober 1985 erlag er in seiner Privatwohnung in Oelinghoven bei Bonn einem Herzinfarkt. Er hinterließ seine Ehefrau Helga und drei erwachsene Söhne.

## Partei
George trat in die CDU ein, war von 1968 bis 1970 zunächst stellvertretender Bundesgeschäftsführer und von 1970 bis 1976 dann Bundesgeschäftsführer des Wirtschaftsrates der CDU.

## Abgeordneter
George gehörte dem Deutschen Bundestag von 1976 bis zu seinem Tode an. Im Parlament vertrat er den Wahlkreis Calw. Von 1982 bis 1985 war er Vorsitzender der Arbeitsgruppe Arbeit und Soziales der CDU/CSU-Bundestagsfraktion.